# テラモト (企業)
株式会社テラモトは、大阪府大阪市西区立売堀に本社を置く業務用並びに家庭用環境用品・清掃用品等の製造販売を行う会社である。

## 会社概要
人工芝ユニットターフで知られる、環境美化用品メーカー大手。傘立てや玄関マットなどの施設備品や、清掃用品の製造メーカーとして知られる。
独自ブランド「tidy」を、国際ブランドとして海外の展示会などにも積極的に出品し注目を集めている。
また、ペット用品の「OPPO」や喫煙室や分煙のサービス「SMOKING　SITE」、オリジナルの看板作成サービス「MISEL」、IoTを使ったサービス「TERAS」などをリリースしてサービスの幅を広めつつある。

## 営業拠点
- 東京本社（千葉県市川市）
- 名古屋支店（愛知県名古屋市）
- 札幌営業所（北海道札幌市）
- 仙台営業所（宮城県仙台市）
- 埼玉営業所（埼玉県さいたま市）
- 横浜営業所（神奈川県横浜市）
- 広島営業所（広島県広島市）
- 福岡営業所（福岡県福岡市）
- 大阪工場（大阪府八尾市）
- ミセルセンター（大阪府八尾市）
- 姫路工場（兵庫県姫路市）
- 成田工場（千葉県香取郡多古町）
- 姫路物流センター（兵庫県神崎郡)
- 成田物流センター（千葉県香取郡多古町）

## 沿革
- 1960年 大阪市にて会社設立法人組織に改組
- 1976年 寺本製作所（大阪）並びに寺本製作所（東京）合併し、株式会社テラモトに社名変更
- 1992年 東京支店事務所を市川市欠真間に新築移転。
- 1996年 大阪市西区立売堀に本社社屋新築移転。